# Foidyt
Foidyt – skała magmowa, wulkaniczna, złożona głównie ze skaleniowców (90–100%). Inne minerały, np. skalenie są nieliczne.
Mieści się w polu 15c diagramu QAPF skał wulkanicznych.
W klasyfikacji TAS foidyt zajmuje pole F (foidyty).
Posiadają strukturę drobnoziarnistą, bardzo często porfirową.
Głównymi foidytami są nefelinit i leucytyt.
Występują w Polsce i Czechach w obrębie środkowoeuropejskiej prowincji bazaltowej.